# Aldo López
Aldo López Vargas (Chihuahua, Chihuahua, 23 de mayo de 2000) es un futbolista mexicano que juega como mediocampista en el Club Santos Laguna de la Primera División de México.

## Trayectoria
En 2015 comenzó su carrera en la categoría sub-15 de las fuerzas básicas del Atlas Fútbol Club. Consiguió su primer título el torneo de Invierno 2015, al derrotar en la final al Club de Fútbol Pachuca por marcador de 1-0. Su segundo título de fuerzas básicas lo consiguió en el 2019 jugando con la categoría sub-20, esta vez derrotando al Club de Fútbol Monterrey.
Logró debutar con el primer equipo el 30 de julio de 2019 siendo titular en un empate a 1 contra el Club de Fútbol Pachuca en copa. En liga debutó el 15 de marzo de 2020 entrando de cambio por Jesús Isijara en una victoria por 2-3 sobre Deportivo Toluca.
En 2021, fue anunciado como nuevo refuerzo del campeón de Liga de Expansión MX, el Tampico Madero Fútbol Club. Con la jaiba brava debutó el 23 de enero de 2021 tras entrar de cambio por Edson Martínez en una derrota por 1-0 contra Atlético Morelia. Su primer gol como profesional lo anotó el 28 de julio de 2021, tras un disparo de fuera del área en una victoria contra Leones Negros de la UdeG que acabó 3-2 en su favor.
Tras estar una temporada con Tampico Madero, el 23 de mayo de 2022 se anunció su traspaso al Club Santos Laguna de la Primera División de México.

## Palmarés

### Campeonatos nacionales
| Título                            | Equipo            | País   | Año    |
| --------------------------------- | ----------------- | ------ | ------ |
| Primera División de México Sub-15 | Atlas Fútbol Club | México | I-2015 |
| Primera División de México Sub-20 | Atlas Fútbol Club | México | C-2019 |